# Зульц-ам-Неккар
Зульц-ам-Неккар (нем. Sulz am Neckar) — город в Германии, в земле Баден-Вюртемберг. 
Подчинён административному округу Фрайбург. Входит в состав района Ротвайль.  Население составляет 12 159 человек (на 31 декабря 2010 года). Занимает площадь 87,60 км². Официальный код  —  08 3 25 057.
Город подразделяется на 9 городских районов.